# Katapa (hettita település)
Katapa [vagy Kattapa, Kazzapa, 𒌷𒅗𒋫𒉺 URUka-(at/az-)ta/za-pa(-aš)] hettita település Közép-Anatólia északi részén, a mai Çorum közelében. A Hattuszasz és Nerik közti út mentén helyezkedett el, a Pontoszi-hegységtől délre. Hosszú ideig határváros volt a Hettita Birodalom és a kaszkák között, erődje a hegyi emberek portyái ellen is védte a kereskedelmi utat. Itt volt a BĒL MADGALTI cím birtokosának, egy katonai főtisztviselőnek székhelye. A rang sokatmondó, jelentése: „az őrtorony ura”. A tapikkai levéltárban fennmaradt egyikük neve, Himuilisz, aki II. Tudhalijasz idején töltötte be ezt a tisztséget (KBO 13.234). Később II. Murszilisz itt tartotta a téli rezidenciáját, a későbbi III. Hattuszilisz hakpiszi államának korában Hakpiszhoz tartozott. Korábban felmerült, hogy azonos lehet Cippalandával, a fontos vallási központtal.